# Microligia dolosa
Microligia dolosa là một loài bướm đêm trong họ Geometridae.